# Pistolníci z Apokalypsy
Pistolníci z Apokalypsy (v anglickém originále Gunmen of the Apocalypse) je třetí díl šesté řady (a celkově třicátý třetí) britského kultovního sci-fi seriálu Červený trpaslík. Scénář napsali Rob Grant a Doug Naylor, režie Andy de Emmony. Ve Spojeném království byla poprvé epizoda odvysílána na kanále BBC2 21. října 1993. Epizoda následně získala mezinárodní cenu Emmy.

## Námět
Kryton se pokouší odstranit virus, jímž replikanti zamořili navigační počítač (navicomp) Kosmiku. Ten se ukáže jako příliš odolný a Kryton slábne. Ostatní členové posádky se za androidem vydávají do počítačové simulace městečka Lareda na divokém západě, aby svému příteli pomohli bojovat se čtyřmi pistolníky z Apokalypsy.

## Děj
Kosmik se setká s lodí replikantů, ti jeho posádku uspí a Kosmika samotného vylepší tak, aby byl schopen klást odpor. Hra se replikantům vymkne z rukou, když Kosmik na jejich loď úspěšně zaútočí a dokonce ji zničí. Ještě předtím však stihnou replikanti nakazit jejich navicomp počítačovým virem Armagedon tak, že ten se zasekne a lodi hrozí srážka s velkým měsícem. Aby tomu Kryton zabránil, rozhodne se obětovat běh svého programu na tvorbu antivirového programu. Lister se zeptá, jak mu mohou pomoci, android odpoví, aby sledovali jeho sny.
Jádro Krytonova programu převede boj s virem do podoby westernového příběhu odehrávajícího se v městečku Laredo na Divokém západě. Kryton je v tomto snu laredským věčně opilým a slabošským šerifem. Virus na sebe vezme podobu čtyř jezdců ze Zjevení Janova, čili Apokalypsy, poslední knihy Nového zákona – jsou to bratři Smrt (nápadně podobný kapitánovi replikantské lodě), Válka, Hlad a Mor. Jezdci hrozí šerifovi, že pokud do hodiny nezmizí z Lareda, zabijí jej.
Průběh snu sledují ostatní členové posádky Kosmika na monitoru, rozhodnou se Krytonovi pomoci a napojí jej na počítačovou hru z prostředí Divokého západu, do které vstoupí jako postavy se zvláštními schopnostmi. Kocour je Riviéra Kid a skvělý střelec, Drsňák Dan McGrew (Rimmer) disponuje obávanými pěstmi a Brett Broďák (Lister) to umí s nožem. V saloonu Lareda zastihnou šerifa (Krytona), jak se snaží prodat své dva revolvery za láhev kořalky. Přivedou jej k sobě, dají mu sníst několik misek syrové kávy, v důsledku čehož vystřízliví a jejich snaha vzdorovat jezdcům z Apokalypsy (viru, který se mezitím rozšířil do počítačové hry a vymazal jejich zvláštní schopnosti) poskytne Krytonovi dost času na tvorbu antivirového programu, který na sebe vezme podobu dvou holubic, ve které se změnily jeho revolvery. Virus je poražen, apokalyptičtí jezdci zmizí.
Posádka má právě ještě tolik času, aby v poslední chvíli unikla smrti v lávovém jezeře na povrchu měsíce.

## Produkce
Scénář byl původně pojmenován „The Four Horsemen of the Apocalypse“  a poté dostal pracovní název „High Midnight“, než byl definitivně změněn na „Gunmen of the Apocalypse“. Nejdříve vzniklo westernové téma, zápletka s replikanty byla přidána posléze. Grant a Naylor popsali epizodu jako „roast beef western“ – parodii spaghetti westernu.

## Kulturní odkazy
Zápletka s opilým šerifem, který brání své městečko před gangem kovbojů paroduje americký western z roku 1959 Rio Bravo. Příběh z umělé reality také vykazuje podobnosti s epizodou „A Fistful of Datas“ sci-fi seriálu Star Trek: Nová generace. Jak je zmíněno v „The A to Z of Red Dwarf“, Patrick Stewart (představitel Jean-Luc Picarda ve Star Treku) viděl tuto epizodu Červeného trpaslíka, aniž by předtím o seriálu vůbec slyšel. Považoval seriál za seriozní sci-fi a už se chystal kvůli přílišné podobě příběhu se Star Trekem volat svým právníkům, ale díval se dál a když pochopil zaměření seriálu, rozesmál se.
Epizoda také odkazuje na film z roku 1971 Gumshoe a "Butch Accountant and the Yuppie Kid" odkazuje na film z r. 1969 Butch Cassidy a Sundance Kid.
Jméno Rimmerovy postavy ve videohře Drsňák Dan McGrew (v angličtině „Dangerous Dan McGrew“) je pravděpodobně odkaz na báseň Roberta W. Service z roku 1907 „The Shooting of Dan McGrew“.
Soundtrack k epizodě od Howarda Goodalla je inspirován osobitým stylem hudby Ennia Morriconeho v trilogii Man With No Name (Pro hrst dolarů, Pro pár dolarů navíc, Hodný, zlý a ošklivý).
Název epizody odkazuje na čtyři jezdce Apokalypsy.